# Логозинский сельсовет
Логозинский сельсовет (бел. Лагазінскі сельсавет) — упразднённая административная единица в составе Логойского района Минской области Белоруссии. 1 июля 2013 г. присоединен к Гайненскому сельсовету.

## География
Логозинский сельсовет был расположен на юге Логойского района в 47 км от областного центра и 7 км от города Логойска.
Площадь земельных угодий составляла 834,3 га. На территории сельсовета было расположено 13 населенных пунктов, в которых проживало 1276 человек.

## Администрация
Административное здание Логозинского сельского исполнительного комитета находилось по адресу: 223120, Логойский район, д. Логоза.

## Состав
Логозинский сельсовет включал 13 населённых пунктов:
- Беланы — деревня.
- Добренево — деревня.
- Зеленый Сад — деревня.
- Кузевичи — деревня.
- Логоза — деревня.
- Малиновка — деревня.
- Медухово — деревня.
- Новое Городище — деревня.
- Новое Житье — деревня.
- Селец — деревня.
- Селище — деревня.
- Старое Городище — деревня.
- Сыроевщина — деревня.

## Производство
На территории сельсовета были расположены:
- РУП МТЗ СХЦ «Гайна»
- УП БКХП, подсобное хозяйство «Беланы»

## Социальная сфера
- Логозинская сельская библиотека
- Логозинский сельский клуб
- Логозинская средняя школа
- Логозинский детский сад
- Логозинский сельский фельдшерско-акушерский пункт
- Почтовое отделение Логоза
- Комплексно-приемный пункт
- Филиал спортивной школы, в/ч № 30151 «М» д. Малиновка

Торговое обслуживание населения осуществляли 3 магазина, автомагазины.